# آرادو آر ۱۹۷
آرادو آر ۱۹۷ (به انگلیسی: Arado Ar 197) یک جنگنده دو باله تک موتوره تک سرنشین ساخت شرکت آرادو فلوکتسایک‌ورک در آلمان بود که برای انجام عملیات‌های دریایی بر عرشه ناو هواپیمابر گراف زپلین (که هیچگاه ساخت آن به پایان نرسید) به صورت تمام فلزی (به جز بال بالا) طراحی شده بود. هواگرد آرادو آر ۱۹۷ به عنوان آخرین هواپیمای دوباله در آلمان نازی نخستین پروازش را در بهار سال ۱۹۳۷ انجام داد. در مجموع تنها ۳ نمونه از این هواگرد ساخته شد و پروژه آن به نفع مدل T جنگنده مسرشمیت ب‌اف ۱۰۹ و بی‌وی ۱۵۵ کنار نهاده شد.

## طراحی و توسعه
در پی بروز نیاز جهت ساخت جنگنده قادر به انجام عملیات بر عرشه ناو هواپیمابر، بنابه درخواست وزارت هوانوردی رایش سوم پروژه ساخت آر ۱۹۷ آغاز شد. بدین منظور از مدل H جنگنده آرادو آر ۶۸، نخستین جنگنده با اتاقک کاملاً محصور به عنوان پایه طراحی آر ۱۹۷ استفاده گردید.
در نخستین مدل آر ۱۹۷ (V1) از موتور خطی خنک شونده با مایعات DB 600A دایملر-بنز و ملخ سه تیغه استفاده شد اما برای انجام عملیات‌های دریایی آماده نبود. نمونه دوم (V2) مشابه نمونه اول بود اما از موتور شعاعی ب‌ام‌و ۱۳۲ با توان ۸۱۵ اسب بخار استفاده می‌کرد و تجهیزات عملیات دریایی از جمله قلاب نگهدارنده در دم و قرقره پرتاب در آن تعبیه شده بود. هر دو مدل اول و دوم در بهار سال ۱۹۳۷ نخستین پرواز خود را انجام دادند. در تابستان همین سال ساخت سومین مدل (V3) به پایان رسید. در این نمونه از موتور شعاعی مشابه اما قدرتمندتر دیگری با توان ۸۸۰ اسب بخار ساخت شرکت ب‌ام‌و استفاده گردید و به عنوان اولین نمونه تسلیحات تهاجمی یعنی دو مسلسل ۷٫۹۲ میلی‌متری و یک توپ خودکار ۲۰ میلی‌متری در آن تعبیه شد. همچنین زیر بدنه این مدل جایگاهی برای حمل چهار بمب ۵۰ کیلوگرمی، مخزن سوخت کمکی یا مخزن تولید دود قرار گرفت. در این هواپیما همچنین قابلیت پرتاب اَرّاده فرود ثابت جهت تسهیل فرود بر سطح آب قرار گرفته شده بود.

## تاریخچه عملیاتی
مدل سوم برای انجام مراحل آزمایش انتخاب شد اما با آغاز کار بر روی نمونه‌های جدیدتر تک باله برای ورود به خط تولید مورد تأیید واقع نگردید. با توجه به کندی فرایند طراحی و ساخت این هواپیما، هنگامی که قرار بود ساخت گراف ژپلین تقریباً به پایان برسد، هواپیمای‌های دو باله همچون آر ۱۹۷ خارج از رده به حساب می‌آمدند. در سال ۱۹۳۹ مدل T جنگنده مسرشمیت ب‌اف ۱۰۹ جایگزین آر ۱۹۷ شد و در سال ۱۹۴۱ بی‌وی ۱۵۵ جای آن را گرفت.

## مشخصات فنی (نمونه سوم)

### مشخصات عمومی
- خدمه: ۱ نفر
- طول: ۹٫۲ متر
- طول بال: ۱۱ متر
- ارتفاع: ۳٫۶ متر
- مساحت بال: ۲۱٫۳ متر مربع
- وزن خالی: ۱۸۴۰ کیلوگرم
- وزن خالص: ۲۴۷۵ کیلوگرم
- حداکثر وزن هنگام برخاستن: ۲۶۷۴ کیلوگرم
- نیرومحرکه: یک موتور شعاعی پیستونی ب‌ام‌و ۱۳۲ مدل Dc خنک شونده با هوا: ۸۸۰ اسب بخار هنگام برخاستن
- پروانه: سه تیغه فلزی

### عملکرد
- حداکثر سرعت: ۴۰۰ کیلومتر بر ساعت در ۲۵۰۰ متری
- پایاسیر: ۳۵۰ کیلومتر بر ساعت در ۱۵۰۰ متری
- برد: ۶۹۵ کیلومتر
- برد محض (با مخزن سوخت کمکی، بدون بازگشت و با حداقل تجهیزات): ۱۶۳۸ کیلومتر
- حداکثر ارتفاع: ۶۸۰۰ متر
- سرعت صعود: ۱۳٫۵۸ متر بر ثانیه، ۴۰۰۰ متری در ۵٫۳ دقیقه
- مصرف سوخت: ۲۱ لیتر در هر ۱۰۰ کیلومتر

### تسلیحات
- دو مسلسل MG 17 با کالیبر ۷٫۹۲ میلی‌متر با ۵۰۰ گلوله
- یک توپ خودکار ۲۰ میلی‌متری ۶۰ گلوله
- چهار بمب ۵۰ کیلوگرمی